# As Asas de um Anjo
As asas de um anjo é o terceiro texto teatral escrito por José de Alencar, publicado em 1860. O Demônio Familiar e Verso e Reverso foram lançados três anos antes em 1857. As Asas de um Anjo retrata a história de Carolina, uma jovem que abandona a casa dos pais em busca da ilusão de uma vida luxuosa. Enquadrado como comédia, o texto teatral é divido em prólogo, quatro atos e epílogo. 
Na época, gerou grande polêmica ao ser censurado pela alegação de imoralidade. A censura não impediu que o autor ainda lançasse duas outras peças: Mãe (1862) e O Jesuíta (1875). 

## Resumo

### Prólogo
Antônio, sua mulher Margarida e a filha Carolina estão na sala de sua casa. No cabelo Carolina leva a fita que ganhou de seu primo Luís, ela está acabando de arrumar o vestido que costurava para uma cliente e sai da sala por alguns instantes. Antônio aproveita o momento e conta para Margarida que ouviu boatos sobre Luís estar apaixonado pela filha; segundo ele, o rapaz, que é tipógrafo, teria se atrapalhado e escrito uma página inteira de jornal só com o nome de Carolina. 
A menina volta para a sala e o pai conta que ela deve ser casar com o primo. Ela reluta e Antônio decide que a filha deverá casar no domingo. Nesse momento, Luís entra em cena e diz que não se casará com a moça já que está apaixonado por outra Carolina. O rapaz sai do cômodo e o pai ainda não está convencido. 
Helena, a dona do vestido bate na porta. Ela se acomoda na sala e Carolina pede que a mãe vá buscar uma tesoura. Enquanto Margarida está fora, a cliente conta para a menina que Ribeiro irá aparecer na casa dela durante a noite, Carolina fica com medo, mas está feliz com a notícia. 
Outro cliente chega, é o Sr. Araújo, o caixeiro-viajante, ele pede que Margarida arrume o seu colarinho para ele poder ir ao Baile do Vestal. Araújo e Helena conversam por alguns instantes, até que resolve ir embora.  Na saída ele encontra com Luís. 
O rapaz resolve contar para Carolina que não há outra mulher, ele só não aceitou casar com ela porque sabia que essa não era a sua vontade, depois dessa revelação ele sai para trabalhar.
Ribeiro aparece, faz juras de amor e tenta convencer Carolina a fugir com ele. Retira as fitas do cabelo da menina e diz que ela merece joias e luxo. Luís surge em cena e interfere, diz que a prima irá perder a honra e pede para ela ficar. No meio da confusão, Margarida aparece. 
Ao ver a mãe, Carolina entra em desespero e desmaia. Ribeiro aproveita a situação e a carrega para o seu carro, levando-a embora. Luís repara nas fitas do cabelo de Carolina que ficaram no chão e diz: “São as asas de um anjo, Margarida; ele perdeu-as, perdendo a inocência.”. 

### Ato I
Helena, Pinheiro e José, o garçom, estão em um salão de hotel sentados em uma mesa. Eles conversam enquanto esperam alguém chegar. Em certo momento, Pinheiro se refere a Helena como Lorette de Paris, o que na época, era sinônimo para a prostituição. 
José sai de cena. Helena e Pinheiro conversam sobre o teatro e ela dá a entender que Araújo está interessado nela. O homem conta que gosta de Caroline e pede ajuda para Helena.  Em um primeiro momento, ela não fica feliz com a notícia já que os dois são amantes, mas depois resolve ajudar Pinheiro. 
Carolina e Ribeiro, que estão juntos há 2 anos aparecem. Ela reclama que ele não cumpriu as promessas e que é muito ciumento, impedindo-a de aproveitar a vida. Em certo ponto, Pinheiro consegue conversas a sós com Carolina. Ele oferece seu amor e uma vida de luxos, a moça recusa dizendo que já foi iludida uma vez. Todos retornam à mesa. Meneses aparece e Helena o convida para a ceia, mas ele recusa. 
Luís e Araújo surgem em cena. Araújo conta para o jovem que viu Helena, nesse momento eles avistam Carolina. Luís quer ir embora, mas Araújo insiste que não. Meneses aparece em cena e cumprimenta Araújo, eles conversam sobre o teatro. José traz uma mayoannise soberba para Carolina e ela finalmente vê Luís. 
Ela tenta falar com o primo, mas ele a despreza. Irritada, ela reclama que não tem mais família. Luís se comove, mas Carolina dá as costas. Ela vai para perto de Helena e Ribeiro. Ele pergunta para ela quem é o rapaz com quem ela conversava, ela mente e diz que não o conhece. 
Vieirinha aparece em cena. Todos estão sentados à mesa para a ceia e bebem. Luís começa a se exaltar e contar a história de sua vida e Carolina, mas sem citar nomes. Ela bebe nervosa. Luís conta que amava a prima e ela discorda dele. No fim, Carolina revela para todos que ela é a moça da história. Nesse momento um bêbado bate na porta do bar. Luís e Araújo logo percebem que é Antônio, mas Carolina demora um pouco. Antônio está bem alterado e em certo momento faz Carolina ficar de joelhos e é agressivo. 

### Ato II
Um mês após ao ocorrido, Meneses, Araújo e Luís estão na casa de Helena. Araújo revela para os amigos que está apaixonado pela dona da casa.  Helena aparece em cena, Meneses a apresenta para Luís e eles conversam as sós. Enquanto isso, Araújo e Meneses especulam sobre a relação entre Helena e Vieirinha, por fim, Meneses conta que Helena costumava ser amante de Pinheiro, mas que agora ele estava interessado em Carolina. Luís pagar Helena para que ela combine um encontro dele com Carolina mais tarde. Os rapazes vão embora. 
Carolina chega e começa a conversar com Helena. Ela está decidida a abandonar Ribeiro e a filha para ir morar com Pinheiro e, finalmente, viver no luxo. Helena diz que Pinheiro logo chegará, mas que antes Luís precisa falar com ela.  Carolina reluta, mas Luís entra em cena. 
Luís tenta convencer a prima a voltar com ele para a casa dos pais dela. Ela rejeita e afirma que nunca será perdoada, conta também que irá deixar Ribeiro. Nesse momento, Ribeiro entra em cena, ele pede que ela fique, mas Carolina tenta ir embora. Sua mãe, Margarida, aparece e pede que ela volte para casa. Ela se recusa a deixar o luxo, Margarida então pede para ir junto com ela, mas ela também recusa. Luís a repreende, mas Carolina vai embora. 

### Ato III
O tempo passou e Carolina está rica e elegante, morando com Helena. Em uma conversa com Sr. Araújo, ela conta que certo dia conheceu um marido que havia comprado ingressos para ele e a esposa irem ao teatro, ela pediu os ingressos e ele entregou para ela ao invés de assistir à peça com a mulher.  Chegando no camarote, ela encontrou a esposa e contou que havia ganhado os ingressos de um amante. Ela não tinha remorso do que tinha feito, só queria se vingar da sociedade.  Meneses então lhe diz que seu pensamento está equivocado já que existem famílias que são honestas e que cultivam a amizade e a união. 
Pinheiro que foi responsável por dar boa vida para Carolina está falido. Ele a procura para pedir que ela devolva uma pulseira que ele lhe dera. Essa pulseira pertencia à afilhada do pai dele e agora como ela irá se casar é de direito que ela receba a joia. Carolina ri e se nega a devolver. 
Carolina confessa para Meneses, Helena e Araújo que sua alma está presa em uma caixa junto com todo dinheiro e joias que ela ganhou. Ela escreve uma carta para Luís e pede que Vieirinha entregue para ele. O primo vem ao seu encontro, ela pede que ele fique para viver com ela, mas ele não aceita. 

### Ato IV
Muito tempo se passa. Carolina e Helena ficaram pobre e vivem em uma casa miserável. Vieirinha as roubou e Carolina ficou depressiva e doente. Helena não tem saída e acaba pedindo ajuda para os amigos, inclusive para Vieirinha. Meneses, Araújo e Luís aparecem e até Ribeiro, todos estão dispostos a ajudar. Luís quer ajudar sozinho. 
Vieirinha aparece, conta que irá casar e pede que Helena nunca mais escreva para ele. Ela o ameaça e diz que irá mandar cartas e recados para o seu sogro, provas de que eles eram amantes e de que ele vivia as custas dela. Carolina fala para ela não fazer isso, diz que sozinho ele irá conseguir desgraçar toda a futura família. 
Meneses reflete sobre o perdão da sociedade em relação ao homem e a mulher. O homem que erra e mostra arrependimento é perdoado. Já a mulher que tem sua virtude manchada nunca será perdoada pela sociedade. Luís diverge e fala que perdoaria o verdadeiro arrependimento. Carolina quer beijar as mãos do primo, mas ele não deixa, ao invés disso diz que as mãos de irmão devem ser apertadas. 
Pinheiro bate na porta, ele conta que esperava encontrar Vieirinha. Helena fala que ele já se foi e que deu um calote. Pinheiro pergunta por Carolina e quando a vê doente diz que Deus é justo. Luís se ofende e pede respeito. Pinheiro fala que ela o fez perder tudo e o deixou. Oferece esmolas a Carolina e ela recusa. Carolina diz que os homens que estendiam a mão cheia de ouro roubaram-lhe a alma e cobriram seu corpo de joias e seda para reanimar seu cadáver. Pinheiro vai embora. 
Carolina pergunta porque todos estão lá e Helena conta que escreveu para eles. Ela então recusa a ajuda. Luís pede a todos que a deixem sozinha com ele e pede que Araújo traga Margarida, para que juntos, eles possam tirar Carolina de lá. A sós com Luís, Carolina diz que caiu em si e que apesar de ter procurado por tanto luxo agora está condenada a miséria. O primo promete ajuda-la e conta que sua mãe virá busca-la. Ela diz que não merece o perdão da mãe. 
Helena traz um chá para Caroline, ela está com febre e Luís resolve sair para comprar velas. Antônio aparece em cena e pede que ela se cure, Carolina diz que não vale a pena. Nesse momento, chega Margarida. 

### Epílogo
Um ano depois, já na casa de Luís, Carolina está sob os cuidados de sua mãe. Nesse dia, o rapaz havia pedido para que ela se vestisse de branco. Carolina e Margarida conversam sobre o pai e ela diz que ele não a perdoa. A mãe conta que ele já a perdoou e que ele não se perdoa pelo vício. 
Luís e Meneses chegam e conversam. Eles reconhecem que o arrependimento de Carolina a tornou mais forte. Luís conta que a ama e que pretende se casa com ela, e que não se importa com a opinião da sociedade. 
Luís chama Ribeiro para conversar. Ele pede que o homem deixe a filha que tem com Carolina sob seus cuidados, promete dar seu nome e família. Pede que ele não os procure mais e diz que esse é o único modo de reparar o mal que fez a Carolina quando a tirou de casa. Ribeiro reluta, mas acaba aceitando. 
Antônio chega.  Luís está a sós com Carolina a pede em casamento, ela primeiro recusa, mas depois de uma declaração de amor acaba aceitando. Antônio faz as pazes com a filha. Carolina promete que irá viver para a filha e para a família. Luís então lhe entrega as fitas de cabelo do começo da história, ele fala que são asas de um anjo que as perdeu outrora, e que Deus restituiu nesse momento. 

## Personagens
- Luís Viana
- Ribeiro
- Araújo
- Pinheiro
- Meneses
- Antônio
- José
- Carolina
- Margarida
- Helena
- Vieirinha
- Uma menina

## Censura
No início de 1858, José de Alencar apresentou o texto de As Asas de um Anjo pela primeira vez ao Conservatório Dramático, no Rio de Janeiro. Logo em seguida, a primeira encenação aconteceu em 30 de maio no Ginásio Dramático.
Três apresentações depois, em 21 de junho, a peça foi proibida de ir ao ar por apresentar conteúdo imoral. A cena em que Carolina, personagem principal da trama, é a assediada pelo pai embriagado teria motivado a censura. 
Em 1860, ainda sob proibição de ser encenada, a peça foi publicada em livro. Somente, oito anos depois, em 1868, José de Alencar se tornou Ministro da Justiça do Império e conseguiu liberar a apresentação do texto. 